# SEAT

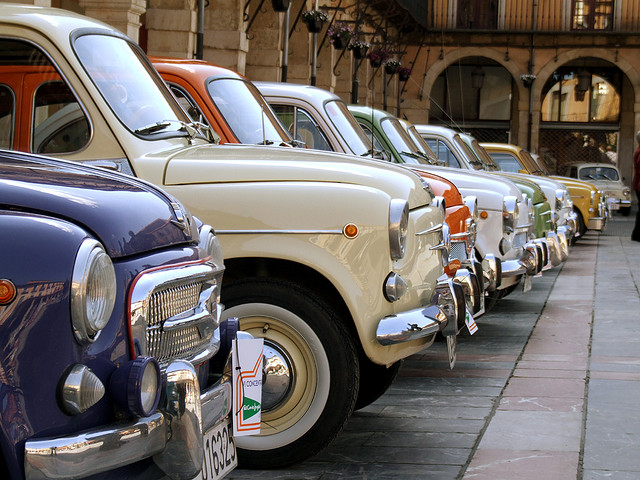
SEAT 1400 en SEAT 600

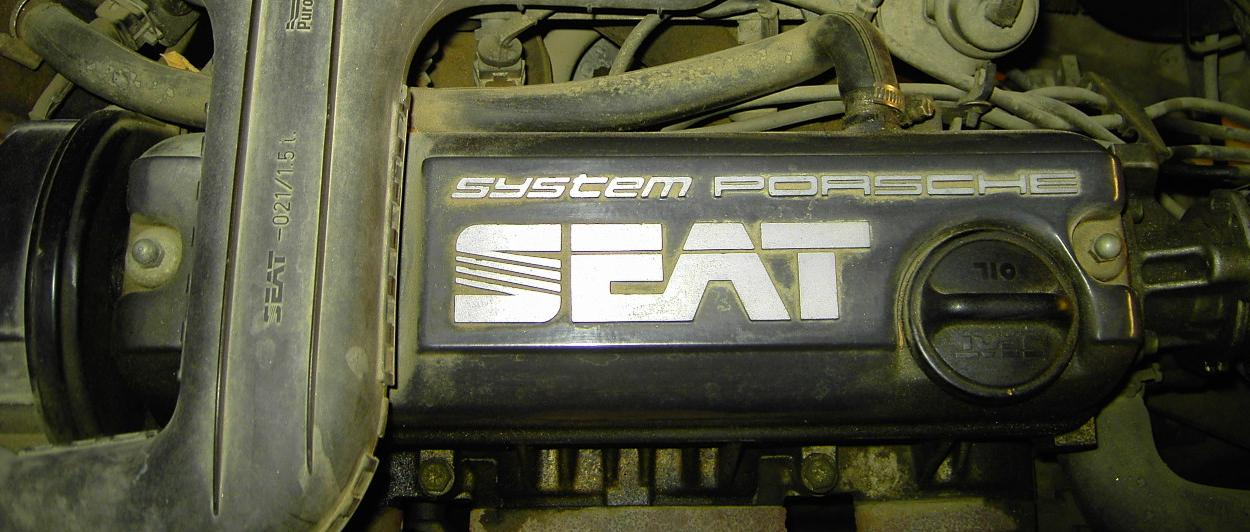
Porsche motor in SEAT Ibiza (1984)

SEAT is een Spaans automerk dat zijn auto's verkoopt onder de namen SEAT en Cupra. Ze behoren samen met Volkswagen, Audi, Škoda, Bentley, Lamborghini en Porsche tot de Volkswagen-groep.

## Geschiedenis
In 1950 werd Sociedad Española de Automóviles de Turismo, S.A opgericht (Automóvil de Turismo betekent personenauto).
Op 13 november 1953 rolde de SEAT 1400 van de band. Dit was de eerste SEAT, toen nog bij de Zona Franca-fabriek in Barcelona. Deze 1400 haalde een topsnelheid van 120 km/h. Tot 1964 werden er in totaal 100.000 stuks van gemaakt.

### Samenwerking met Fiat
In 1957 kwam de SEAT 600 die werd gebouwd onder licentie van de Fiat 600. In 1966 kwamen zij met de SEAT 850 en in 1968 de SEAT 124. De SEAT 127 kwam uit in 1972 en was - op de SEAT Ibiza na - een van de populairste modellen. Tot 1986 werden er in licentie auto's gemaakt die gelijk waren aan Fiats, maar de merknaam SEAT droegen. In het buitenland werden deze auto's wel onder de naam Fiat verkocht, hoewel het eigenlijk SEATs waren. Zo werd bijvoorbeeld de SEAT Panda 35 in de rest van Europa (met uitzondering van Italië) als Fiat Panda 34 verkocht. 
Diverse oorzaken drukten de onderneming in 1977 in de financiële verliezen. Fiat had aanvankelijk interesse getoond om SEAT over te nemen, maar trok zich in 1979 terug. Dit bericht kwam onverwacht en SEAT raakte in grote problemen. Het personeelsbestand daalde met 25% naar 23.600 in 1984. Het eerste niet-Fiat-model kwam in 1982 uit en was de SEAT Ronda, een compacte familieauto. In 1984 volgde de SEAT Ibiza. De Ibiza werd succesvol, mede door invloed van ontwerpbureau Italdesign-Giugiaro. De grote pluspunten van de Ibiza waren de ruimere afmetingen, het comfort en de Porsche motor. Wereldwijd werden er ruim 2,5 miljoen van verkocht.

### Overname door Volkswagen
Begin jaren 1980 begon de samenwerking met Volkswagen. SEAT kreeg het recht om de Passat en Santana te maken en de eerste voertuigen rolden in het najaar van 1983 uit de fabriek. In 1986 nam Volkswagen AG 51% van de aandelen over. Voor Volkswagen waren de lage loonkosten in Spanje aantrekkelijk en verder konden auto's van Audi door SEAT worden geïmporteerd zonder invoerrechten omdat SEAT hiervan was vrijgesteld. Een jaar later was het belang al gestegen naar 75% en in 1990 werd Volkswagen voor 99,99% eigenaar.
In 1990 produceerde SEAT al weer 360.000 voertuigen, mede door de verhuizing van de productie van de Volkswagen Polo van Wolfsburg naar de SEAT fabriek in Pamplona. SEAT had in Spanje een marktaandeel van 20% en de export naar andere Europese landen was fors toegenomen.
Latere ontwikkelingen en model introducties
- 1991 - SEAT Toledo. Een ruime sedan met plaats voor vijf personen.
- 1994 - Derde generatie SEAT Ibiza en wordt de SEAT Córdoba aan het modellengamma toegevoegd. De Córdoba was een sedan gebaseerd op de Ibiza.
- 1996
  - SEAT Alhambra, een MPV-uitvoering. Deze Alhambra kwam voort uit een samenwerking tussen SEAT, Volkswagen (de Sharan) en Ford (de Galaxy).[2]
  - De SEAT Ibiza GTi Cupra Sport 16V werd onthuld ter ere van de overwinning van de World Rally Cup door SEAT Sport - het toenmalige racelabel van SEAT. De naam Cupra, van "Cup" en "Racing", wordt vanaf dat moment gebruikt voor de aanduiding van sportieve en snelle SEAT-modellen.
- 1997 - SEAT Arosa. Een compacte versie van de Volkswagen Lupo die tot aan 2004 in de productie bleef.
- 1998 - Stationcar-variant van de Córdoba, de Córdoba Vario.

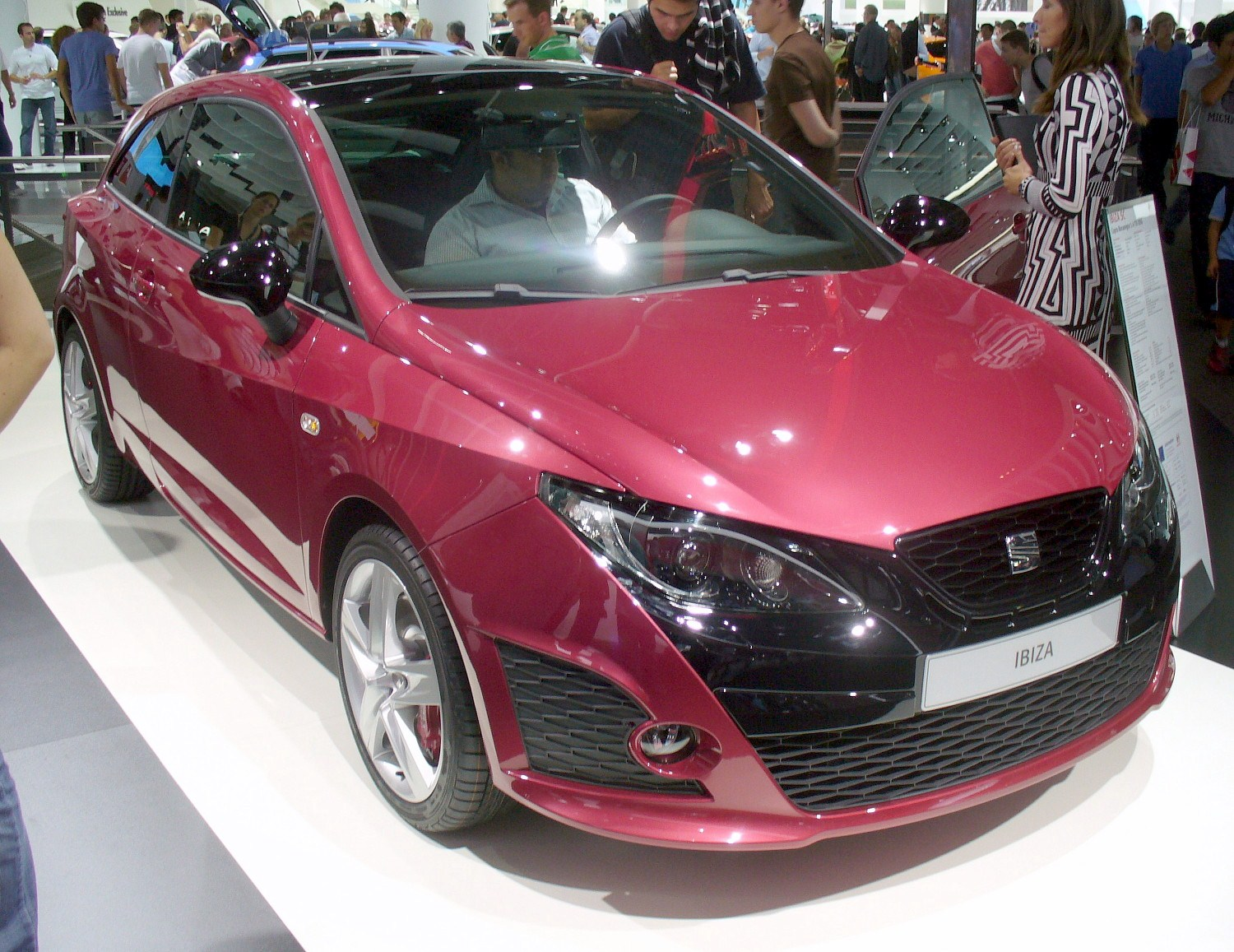
SEAT Ibiza Bocanegra (2008)

- 1999 - Introductie SEAT León, een sportieve vijfdeurs hatchback. Tevens kwam de tweede generatie van de Toledo op de markt. De onderneming ontving van de Generalitat de Catalunya de Premi Nacional a la Projecció Social de la Llengua Catalana.
- 2000 - Vernieuwde SEAT Ibiza en Córdoba en ook een nieuwere versie van de Alhambra.
- 2002 - Vernieuwde versie van de Ibiza.
- 2003 - Vernieuwde versie van de Córdoba.
- 2004 - De SEAT Altea en vernieuwde Toledo worden op de markt gebracht. De Toledo had een onsamenhangend ontwerp en werd een commerciële flop. Dit model was slechts vier jaar, van 2005 tot 2009, in productie.[3]
- 2005 - De volledig vernieuwde León wordt gepresenteerd.
- 2006 - De Ibiza en de Córdoba kregen in maart een kleine facelift. In november werd het assortiment uitgebreid met de Altea XL Stationwagon.
- 2007 - Er kwam van de SEAT Altea XL een "cross over" versie. De Freetrack die iets hoger op zijn wielen staat en is optioneel leverbaar met 4WD van Volkswagen waar het 4Motion heet.
- 2008 - Vernieuwde versie van de SEAT Ibiza, waarvan in 2010 de stationcar-uitvoering "ST" uitgebracht werd.
- 2009 - SEAT Exeo in sedan- en stationcar-uitvoering, alsmede facelifts voor de León, Altea en Altea XL.

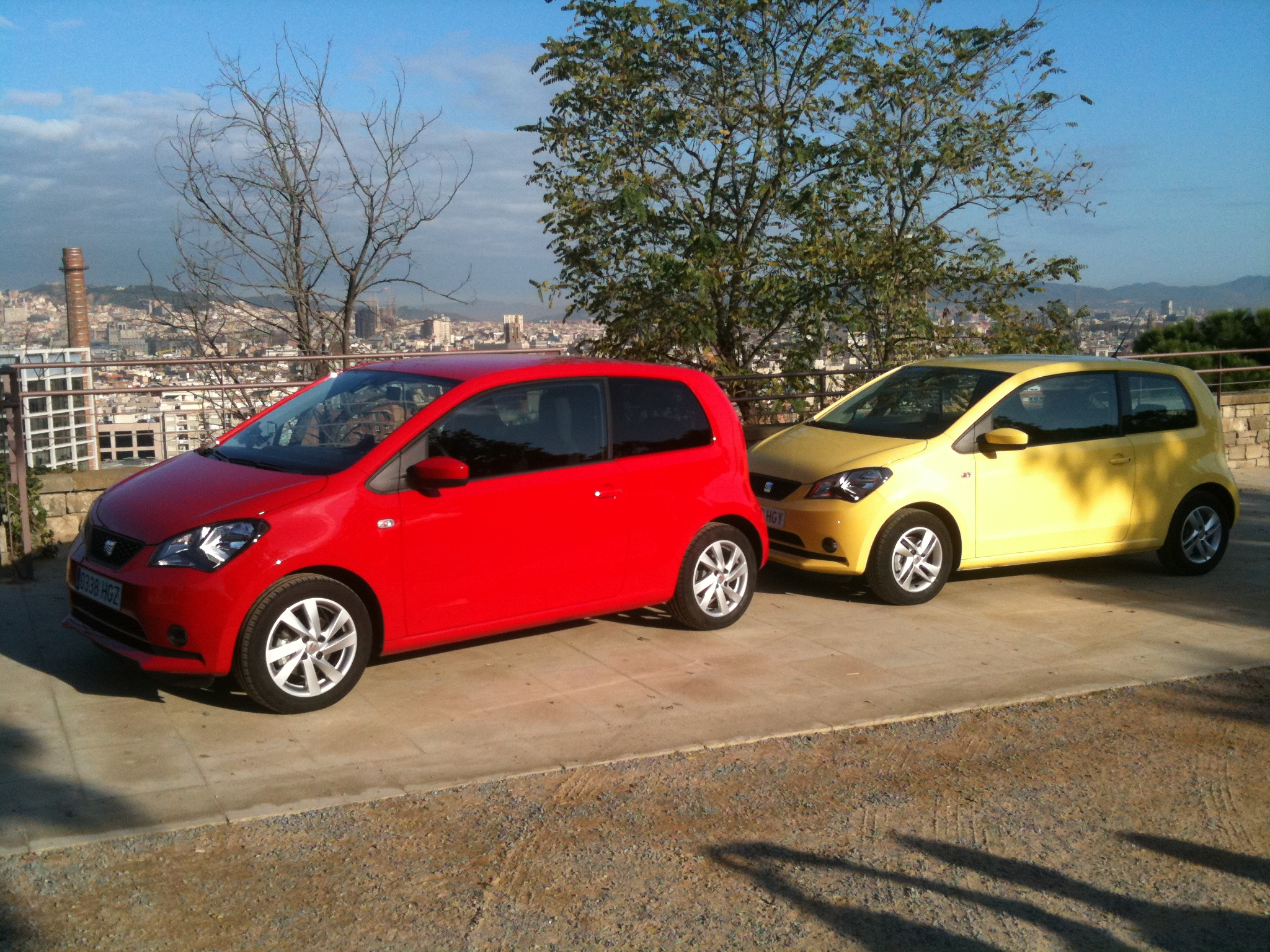
SEAT Mii (2011)

- 2010 - Vernieuwde versie van de SEAT Alhambra, ook nu weer weer gebaseerd op de Volkswagen Sharan.
- 2011 - Nieuw model SEAT Mii, die samen met de Skoda Citigo gebaseerd is op de Volkswagen Up!. Het is een kleine 3-deurs stadsauto die een opvolger is van de SEAT Arosa, die in 2004 verdween van de markt. Naast de 3-deurs komt er ook een 5-deurs Mii op de markt.

- 2012 

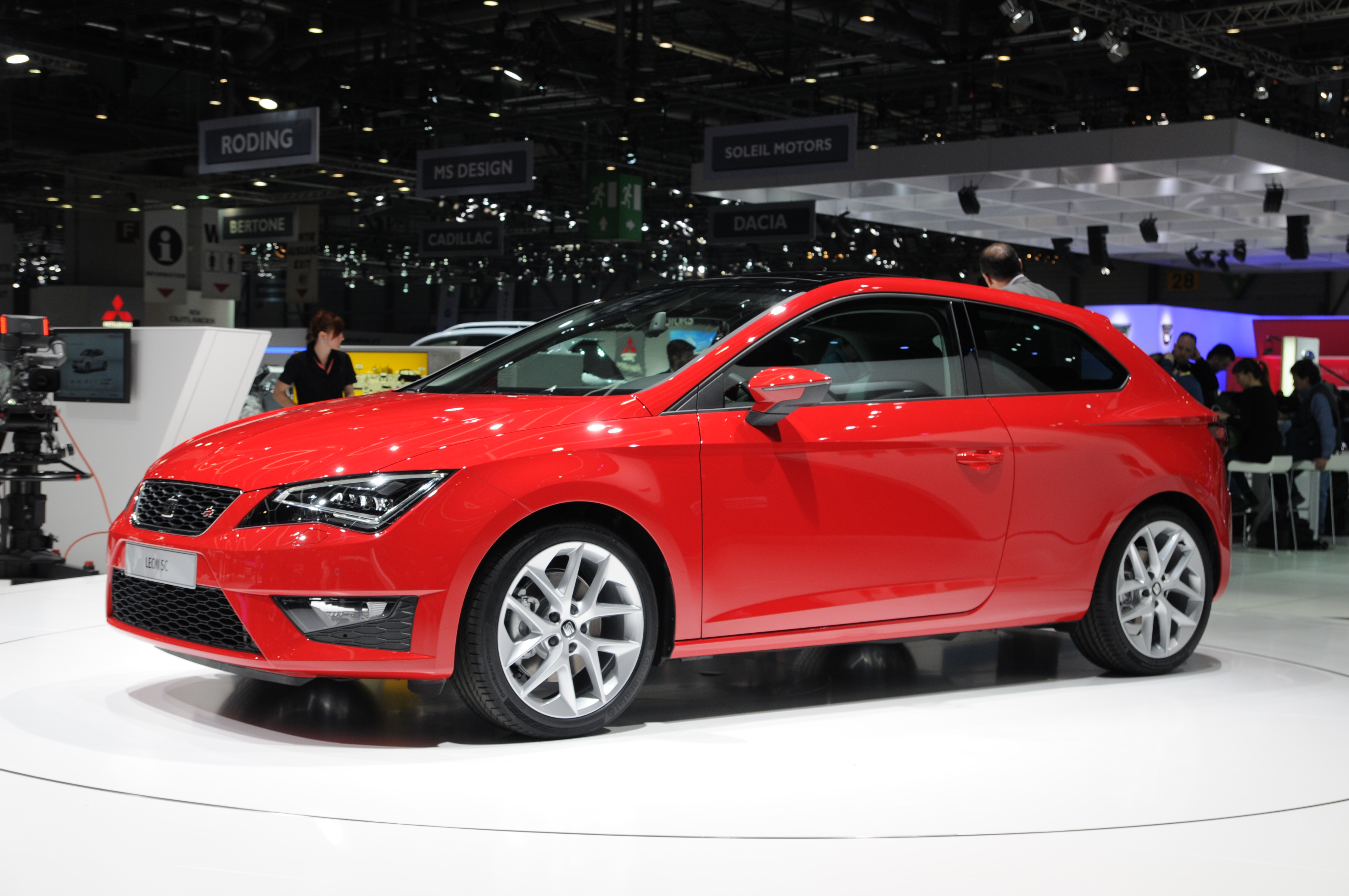
SEAT León SC (2013)

  - Facelift voor de SEAT Ibiza, met een aangepaste neus met het nieuwe familiegezicht voor de toekomstige modellen van de SEAT.
  - In 2012 ging SEAT met acht dealers de Chinese markt op.
  - Het nieuwe logo werd bekendgemaakt. Het nieuwe logo is strak en stijlvol en verwoordt de precisie en elegantie van de nieuwe designtaal van SEAT. Tegelijkertijd weerspiegelt het beeldmerk de capaciteiten van SEAT op het gebied van engineering en kwaliteit. Het was als eerste te zien op de nieuwe SEAT León.
  - De nieuwe SEAT Toledo werd onthuld, weer een vijfdeurs hatchback.
  - De nieuwe SEAT León werd tijdens de Paris Motor Show 2012 gepresenteerd. Deze compacte middenklassers is de eerste productieauto die is voorzien van de nieuwe designtaal van SEAT, die debuteerde op de IBE, IBX en IBL studiemodellen.
- 2013
  - Tijdens de autosalon van Genève in maart werd de SEAT León SC gepresenteerd. Het is de 3-deurs versie van de 5-deurs León die in 2012 werd uitgebracht.
  - De productie van de SEAT Exeo komt ten einde.
  - Jürgen Stackmann werd per 1 mei 2013 de nieuwe CEO van SEAT, hij volgde James Muir op. Stackmann zat sinds 2010 in de Volkswagen Group. Hij was verantwoordelijk voor Sales en Marketing bij Skoda en sinds 1 september 2012 hoofd marketing van de gehele Volkswagen Group en het merk Volkswagen.
  - In september werd de SEAT León ST gepresenteerd op de Internationale Automobilausstellung (IAA) in Frankfurt. Voor het eerst in de geschiedenis van SEAT wordt de León ook als stationwagen uitgebracht. Het benzinegamma bestaat uit de 1.2, 1.4 en 1.8 TSI. De 1.6 en 2.0 TDi zijn twee dieselmotoren die een vermogen hebben van 105 tot 184 pk.

- 2014

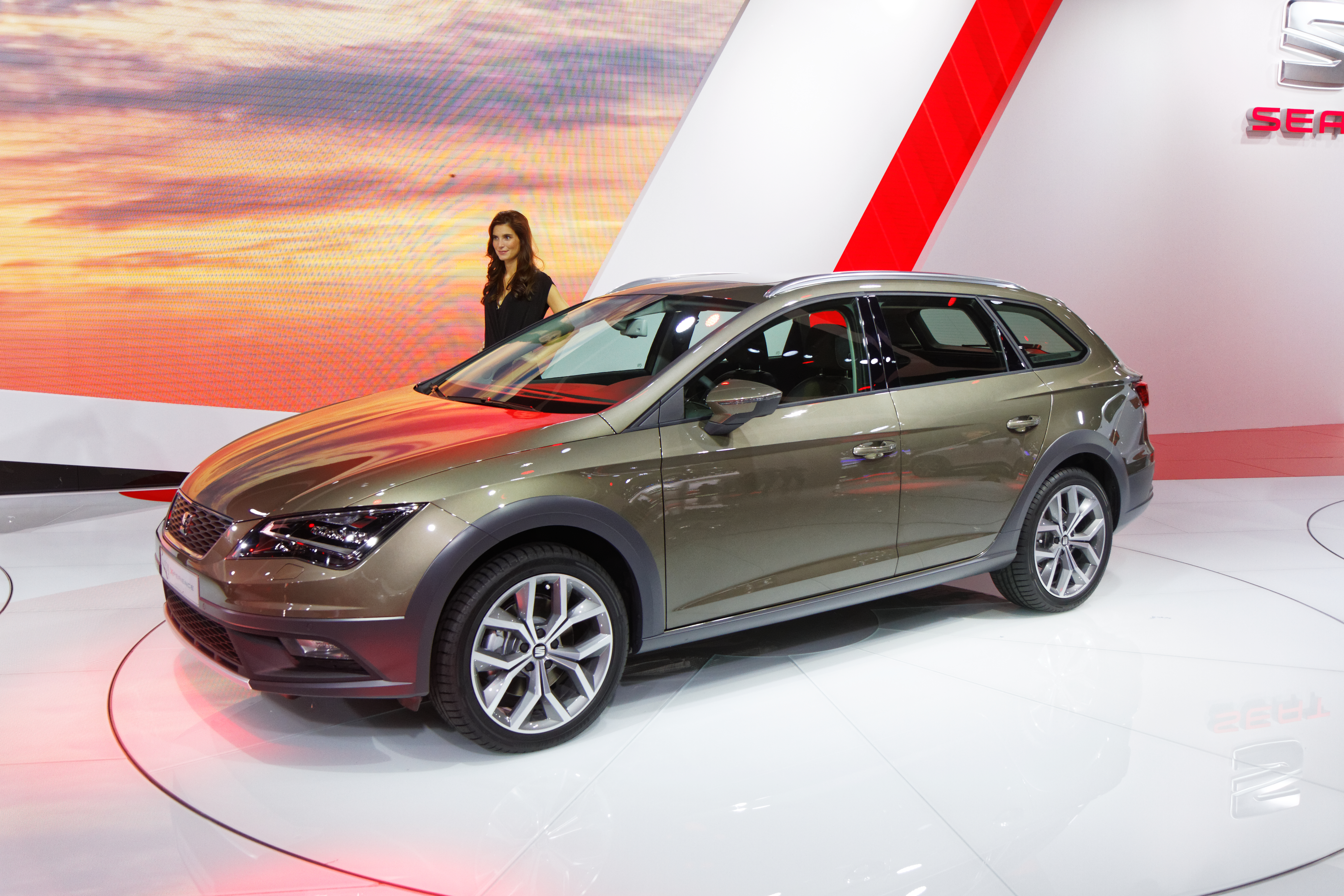
SEAT León ST X-Perience op de Mondial de l'Automobile de Paris (2014)

  - De nieuwe SEAT León Cupra wordt geïntroduceerd. Het is uitgerust met een 2.0 TSI-motor met 280 pk.
  - De León ST X-Perience wordt gelanceerd, deze versie heeft vierwielaandrijving.
  - In 2014 vestigde de León Cupra een record op de Nordschleife. Hij was voor een tijdje de snelste voorwielaangedreven auto op de ring. Jordi Gené zette met de SEAT León Cupra een tijd van 7:58,4 minuten neer.

### Cupra
SEAT gebruikt al langere tijd de benaming "Cupra" voor de sportiefste modellen. In 2018 werd officieel bevestigd dat Cupra als merk zal voortleven en een jaar later heeft Cupra deze status binnen de Volkswagen Group. Cupra is een commercieel succes, in 2019 werden er 25.000 stuks verkocht en in 2023 was dit gestegen naar 231.000. De SEAT verkopen zijn overeenkomstig gedaald. Naar verwachting zal in 2030 Cupra als enige merk worden aangeboden.

## Huidige modellen
| Mii                                 | Ibiza             | Arona       | León                                                                       | Ateca        | Tarraco      |
| ----------------------------------- | ----------------- | ----------- | -------------------------------------------------------------------------- | ------------ | ------------ |
| Miniklasse                          | Economyklasse     | Mini-SUV    | Compacte middenklasse                                                      | Compacte SUV | SUV          |
| - 3DR (Hatchback) - 5DR (Hatchback) | - 5DR (Hatchback) | - 5DR (SUV) | - 5DR (Hatchback) - 3DR SC (Sports Coupé) (Hatchback) - 5DR (Stationwagon) | - 5 DR (SUV) | - 5 DR (SUV) |
|                                     |                   |             |                                                                            |              |              |

### Cupra-modellen
| León Cupra                                                                                | Ateca Cupra  |
| ----------------------------------------------------------------------------------------- | ------------ |
| Compacte middenklasse                                                                     | Compacte SUV |
| - SC (Sports Coupé) (Hatchback) - 5DR (Hatchback) - 5DR ST (Sports Tourer) (Estate/Wagon) | - 5 DR (SUV) |
|                                                                                           |              |

## Productieaantallen
| Model                   | 1998    | 1999    | 2000    | 2001    | 2002    | 2003    | 2004    | 2005    | 2006    | 2007    | 2008    | 2009    | 2010    | 2011    | 2012    | 2013    | 2014    | 2015    | 2016    | 2017    | 2018    | 2019    | 2020    | 2021    | 2022    | 2023    |
| ----------------------- | ------- | ------- | ------- | ------- | ------- | ------- | ------- | ------- | ------- | ------- | ------- | ------- | ------- | ------- | ------- | ------- | ------- | ------- | ------- | ------- | ------- | ------- | ------- | ------- | ------- | ------- |
| Arona                   | —       | —       | —       | —       | —       | —       | —       | —       | —       | —       | —       | —       | —       | —       | —       | —       | —       | —       | —       | 17.527  | 110.926 | 134.611 | 78.823  | 98.656  | 85.717  | 76.594  |
| Ibiza                   | 180.775 | 194.245 | 199.279 | 188.427 | 197.311 | 220.497 | 183.754 | 168.645 | 183.848 | 172.206 | 192.470 | 173.715 | 189.083 | 191.183 | 155.037 | 141.560 | 145.753 | 152.433 | 144.961 | 160.377 | 120.287 | 130.243 | 74.564  | 83.710  | 60.385  | 74.355  |
| Ateca                   | —       | —       | —       | —       | —       | —       | —       | —       | —       | —       | —       | —       | —       | —       | —       | —       | —       | —       | 33.423  | 77.483  | 90.824  | 98.397  | 65.885  | 53.995  | 49.316  | 69.486  |
| León                    | —       | 6.080   | 93.123  | 91.939  | 93.606  | 96.536  | 90.850  | 98.130  | 126.511 | 120.630 | 96.761  | 66.368  | 79.462  | 80.736  | 69.755  | 108.595 | 150.133 | 161.981 | 156.212 | 163.306 | 159.486 | 153.837 | 111.904 | 70.143  | 36.247  | 40.862  |
| Tarraco                 | —       | —       | —       | —       | —       | —       | —       | —       | —       | —       | —       | —       | —       | —       | —       | —       | —       | —       | —       | —       | 2.398   | 38.721  | 18.726  | 22.437  | 12.453  | 25.562  |
| Alhambra                | 21.300  | 27.440  | 23.924  | 26.524  | 26.308  | 23.693  | 21.580  | 14.902  | 14.352  | 14.242  | 10.282  | 6.215   | 10.023  | 18.139  | 19.011  | 19.841  | 22.283  | 27.304  | 30.734  | 33.638  | 19.588  | 23.015  | 14.672  | 4.169   | 5.341   | —       |
| Mii                     | —       | —       | —       | —       | —       | —       | —       | —       | —       | —       | —       | —       | —       | 990     | 25.604  | 25.315  | 25.707  | 24.291  | 18.227  | 13.825  | 14.369  | 11.479  | 7.593   | 8.648   | —       | —       |
| Toledo                  | 42.325  | 105.818 | 59.480  | 47.645  | 39.503  | 36.026  | 38.962  | 20.600  | 8.613   | 4.744   | 5.484   | 571     | —       | —       | 3.550   | 20.974  | 16.105  | 18.375  | 17.350  | 13.146  | 10.151  | 1.506   | —       | —       | —       | —       |
| Marbella                | 2.337   | —       | —       | —       | —       | —       | —       | —       | —       | —       | —       | —       | —       | —       | —       | —       | —       | —       | —       | —       | —       | —       | —       | —       | —       | —       |
| Arosa                   | 38.338  | 46.410  | 28.403  | 22.980  | 19.627  | 13.814  | 9.368   | —       | —       | —       | —       | —       | —       | —       | —       | —       | —       | —       | —       | —       | —       | —       | —       | —       | —       | —       |
| Inca                    | 17.226  | 19.221  | 16.328  | 15.207  | 11.802  | 7.982   | —       | —       | —       | —       | —       | —       | —       | —       | —       | —       | —       | —       | —       | —       | —       | —       | —       | —       | —       | —       |
| Inca Kombi              | 7.708   | 8.573   | 5.534   | 5.316   | 3.879   | 2.150   | —       | —       | —       | —       | —       | —       | —       | —       | —       | —       | —       | —       | —       | —       | —       | —       | —       | —       | —       | —       |
| Córdoba / Córdoba Vario | 108.749 | 111.894 | 97.685  | 78.770  | 58.646  | 59.348  | 46.821  | 37.568  | 31.058  | 29.747  | 20.439  | 4.861   | —       | —       | —       | —       | —       | —       | —       | —       | —       | —       | —       | —       | —       | —       |
| Altea                   | —       | —       | —       | —       | —       | —       | 67.125  | 65.174  | 58.288  | 71.377  | 54.770  | 32.791  | 43.351  | 42.329  | 25.726  | 20.563  | 18.584  | 12.385  | 294     | —       | —       | —       | —       | —       | —       | —       |
| Exeo                    | —       | —       | —       | —       | —       | —       | —       | —       | —       | —       | 369     | 22.981  | 23.108  | 19.559  | 10.240  | 4.554   | 21      | —       | —       | —       | —       | —       | —       | —       | —       | —       |
| Totale productieaantal  | 418.758 | 519.681 | 523.756 | 476.808 | 450.682 | 460.046 | 458.460 | 405.019 | 422.670 | 412.946 | 380.575 | 307.502 | 349.000 | 353.936 | 308.923 | 341.402 | 378.586 | 396.769 | 401.201 | 479.302 | 528.029 | 591.809 | 372.167 | 341.758 | 249.459 | 286.859 |

## Tijdlijn
| « vorig — SEAT-modellen van 1980 tot heden | « vorig — SEAT-modellen van 1980 tot heden | « vorig — SEAT-modellen van 1980 tot heden | « vorig — SEAT-modellen van 1980 tot heden | « vorig — SEAT-modellen van 1980 tot heden | « vorig — SEAT-modellen van 1980 tot heden | « vorig — SEAT-modellen van 1980 tot heden | « vorig — SEAT-modellen van 1980 tot heden | « vorig — SEAT-modellen van 1980 tot heden | « vorig — SEAT-modellen van 1980 tot heden | « vorig — SEAT-modellen van 1980 tot heden | « vorig — SEAT-modellen van 1980 tot heden | « vorig — SEAT-modellen van 1980 tot heden | « vorig — SEAT-modellen van 1980 tot heden | « vorig — SEAT-modellen van 1980 tot heden | « vorig — SEAT-modellen van 1980 tot heden | « vorig — SEAT-modellen van 1980 tot heden | « vorig — SEAT-modellen van 1980 tot heden | « vorig — SEAT-modellen van 1980 tot heden | « vorig — SEAT-modellen van 1980 tot heden | « vorig — SEAT-modellen van 1980 tot heden | « vorig — SEAT-modellen van 1980 tot heden | « vorig — SEAT-modellen van 1980 tot heden | « vorig — SEAT-modellen van 1980 tot heden | « vorig — SEAT-modellen van 1980 tot heden | « vorig — SEAT-modellen van 1980 tot heden | « vorig — SEAT-modellen van 1980 tot heden | « vorig — SEAT-modellen van 1980 tot heden | « vorig — SEAT-modellen van 1980 tot heden | « vorig — SEAT-modellen van 1980 tot heden | « vorig — SEAT-modellen van 1980 tot heden | « vorig — SEAT-modellen van 1980 tot heden | « vorig — SEAT-modellen van 1980 tot heden | « vorig — SEAT-modellen van 1980 tot heden | « vorig — SEAT-modellen van 1980 tot heden | « vorig — SEAT-modellen van 1980 tot heden | « vorig — SEAT-modellen van 1980 tot heden | « vorig — SEAT-modellen van 1980 tot heden | « vorig — SEAT-modellen van 1980 tot heden | « vorig — SEAT-modellen van 1980 tot heden | « vorig — SEAT-modellen van 1980 tot heden | « vorig — SEAT-modellen van 1980 tot heden | « vorig — SEAT-modellen van 1980 tot heden | « vorig — SEAT-modellen van 1980 tot heden | « vorig — SEAT-modellen van 1980 tot heden | « vorig — SEAT-modellen van 1980 tot heden |
| ------------------------------------------ | ------------------------------------------ | ------------------------------------------ | ------------------------------------------ | ------------------------------------------ | ------------------------------------------ | ------------------------------------------ | ------------------------------------------ | ------------------------------------------ | ------------------------------------------ | ------------------------------------------ | ------------------------------------------ | ------------------------------------------ | ------------------------------------------ | ------------------------------------------ | ------------------------------------------ | ------------------------------------------ | ------------------------------------------ | ------------------------------------------ | ------------------------------------------ | ------------------------------------------ | ------------------------------------------ | ------------------------------------------ | ------------------------------------------ | ------------------------------------------ | ------------------------------------------ | ------------------------------------------ | ------------------------------------------ | ------------------------------------------ | ------------------------------------------ | ------------------------------------------ | ------------------------------------------ | ------------------------------------------ | ------------------------------------------ | ------------------------------------------ | ------------------------------------------ | ------------------------------------------ | ------------------------------------------ | ------------------------------------------ | ------------------------------------------ | ------------------------------------------ | ------------------------------------------ | ------------------------------------------ | ------------------------------------------ | ------------------------------------------ | ------------------------------------------ |
| Type                                       | 1980                                       | 1980                                       | 1980                                       | 1980                                       | 1980                                       | 1980                                       | 1980                                       | 1980                                       | 1980                                       | 1980                                       | 1990                                       | 1990                                       | 1990                                       | 1990                                       | 1990                                       | 1990                                       | 1990                                       | 1990                                       | 1990                                       | 1990                                       | 2000                                       | 2000                                       | 2000                                       | 2000                                       | 2000                                       | 2000                                       | 2000                                       | 2000                                       | 2000                                       | 2000                                       | 2010                                       | 2010                                       | 2010                                       | 2010                                       | 2010                                       | 2010                                       | 2010                                       | 2010                                       | 2010                                       | 2010                                       | 2020                                       | 2020                                       | 2020                                       | 2020                                       | 2020                                       |
| Type                                       | 0                                          | 1                                          | 2                                          | 3                                          | 4                                          | 5                                          | 6                                          | 7                                          | 8                                          | 9                                          | 0                                          | 1                                          | 2                                          | 3                                          | 4                                          | 5                                          | 6                                          | 7                                          | 8                                          | 9                                          | 0                                          | 1                                          | 2                                          | 3                                          | 4                                          | 5                                          | 6                                          | 7                                          | 8                                          | 9                                          | 0                                          | 1                                          | 2                                          | 3                                          | 4                                          | 5                                          | 6                                          | 7                                          | 8                                          | 9                                          | 0                                          | 1                                          | 2                                          | 3                                          | 4                                          |
| Miniklasse                                 | 133                                        | 133                                        |                                            |                                            |                                            |                                            |                                            |                                            |                                            |                                            |                                            |                                            |                                            |                                            |                                            |                                            |                                            |                                            |                                            |                                            |                                            |                                            |                                            |                                            |                                            |                                            |                                            |                                            |                                            |                                            |                                            |                                            |                                            |                                            |                                            |                                            |                                            |                                            |                                            |                                            |                                            |                                            |                                            |                                            |                                            |
| Miniklasse                                 | Panda                                      | Panda                                      | Panda                                      | Panda                                      | Panda                                      | Panda                                      | Marbella                                   | Marbella                                   | Marbella                                   | Marbella                                   | Marbella                                   | Marbella                                   | Marbella                                   | Marbella                                   | Marbella                                   | Marbella                                   | Marbella                                   | Arosa                                      | Arosa                                      | Arosa                                      | Arosa                                      | Arosa                                      | Arosa                                      | Arosa                                      | Arosa                                      |                                            |                                            |                                            |                                            |                                            |                                            | Mii                                        | Mii                                        | Mii                                        | Mii                                        | Mii                                        | Mii                                        | Mii                                        | Mii                                        | Mii                                        | Mii                                        | Mii                                        |                                            |                                            |                                            |
| Compacte klasse                            | 127                                        | 127                                        | Fura                                       | Fura                                       | Fura                                       | Fura                                       | Fura                                       |                                            |                                            |                                            |                                            |                                            |                                            | Córdoba I                                  | Córdoba I                                  | Córdoba I                                  | Córdoba I                                  | Córdoba I                                  | Córdoba I                                  | Córdoba I                                  | Córdoba I                                  | Córdoba I                                  | Córdoba II                                 | Córdoba II                                 | Córdoba II                                 | Córdoba II                                 | Córdoba II                                 | Córdoba II                                 | Córdoba II                                 |                                            |                                            |                                            | Toledo IV                                  | Toledo IV                                  | Toledo IV                                  | Toledo IV                                  | Toledo IV                                  | Toledo IV                                  | Toledo IV                                  | Toledo IV                                  |                                            |                                            |                                            |                                            |                                            |
| Compacte klasse                            | 1200 Sport                                 |                                            |                                            |                                            | Ibiza I                                    | Ibiza I                                    | Ibiza I                                    | Ibiza I                                    | Ibiza I                                    | Ibiza I                                    | Ibiza I                                    | Ibiza I                                    | Ibiza I                                    | Ibiza II                                   | Ibiza II                                   | Ibiza II                                   | Ibiza II                                   | Ibiza II                                   | Ibiza II                                   | Ibiza II                                   | Ibiza II                                   | Ibiza II                                   | Ibiza III                                  | Ibiza III                                  | Ibiza III                                  | Ibiza III                                  | Ibiza III                                  | Ibiza III                                  | Ibiza IV                                   | Ibiza IV                                   | Ibiza IV                                   | Ibiza IV                                   | Ibiza IV                                   | Ibiza IV                                   | Ibiza IV                                   | Ibiza IV                                   | Ibiza IV                                   | Ibiza V                                    | Ibiza V                                    | Ibiza V                                    | Ibiza V                                    | Ibiza V                                    | Ibiza V                                    | Ibiza V                                    | Ibiza V                                    |
| Compacte middenklasse                      |                                            |                                            |                                            |                                            |                                            |                                            |                                            |                                            |                                            |                                            |                                            | Toledo I                                   | Toledo I                                   | Toledo I                                   | Toledo I                                   | Toledo I                                   | Toledo I                                   | Toledo I                                   | Toledo I                                   | Toledo II                                  | Toledo II                                  | Toledo II                                  | Toledo II                                  | Toledo II                                  | Toledo II                                  | Toledo III                                 | Toledo III                                 | Toledo III                                 | Toledo III                                 | Toledo III                                 |                                            |                                            |                                            |                                            |                                            |                                            |                                            |                                            |                                            |                                            |                                            |                                            |                                            |                                            |                                            |
| Compacte middenklasse                      | Ritmo                                      | Ritmo                                      | Ritmo                                      | Ronda                                      | Ronda                                      | Ronda                                      | Ronda                                      |                                            |                                            |                                            |                                            |                                            |                                            |                                            |                                            |                                            |                                            |                                            |                                            | Leon I                                     | Leon I                                     | Leon I                                     | Leon I                                     | Leon I                                     | Leon I                                     | Leon II                                    | Leon II                                    | Leon II                                    | Leon II                                    | Leon II                                    | Leon II                                    | Leon II                                    | Leon III                                   | Leon III                                   | Leon III                                   | Leon III                                   | Leon III                                   | Leon III                                   | Leon III                                   | Leon III                                   | Leon IV                                    | Leon IV                                    | Leon IV                                    | Leon IV                                    | Leon IV                                    |
| Middenklasse                               | 124                                        |                                            |                                            |                                            |                                            |                                            |                                            |                                            |                                            |                                            |                                            |                                            |                                            |                                            |                                            |                                            |                                            |                                            |                                            |                                            |                                            |                                            |                                            |                                            |                                            |                                            |                                            |                                            |                                            |                                            |                                            |                                            |                                            |                                            |                                            |                                            |                                            |                                            |                                            |                                            |                                            |                                            |                                            |                                            |                                            |
| Middenklasse                               | 131                                        | 131                                        | 131                                        | 131                                        | Málaga                                     | Málaga                                     | Málaga                                     | Málaga                                     | Málaga                                     | Málaga                                     | Málaga                                     |                                            |                                            |                                            |                                            |                                            |                                            |                                            |                                            |                                            |                                            |                                            |                                            |                                            |                                            |                                            |                                            |                                            |                                            |                                            |                                            |                                            |                                            |                                            |                                            |                                            |                                            |                                            |                                            |                                            |                                            |                                            |                                            |                                            |                                            |
| Middenklasse                               | 132                                        | 132                                        | 132                                        |                                            |                                            |                                            |                                            |                                            |                                            |                                            |                                            |                                            |                                            |                                            |                                            |                                            |                                            |                                            |                                            |                                            |                                            |                                            |                                            |                                            |                                            |                                            |                                            |                                            | Exeo                                       | Exeo                                       | Exeo                                       | Exeo                                       | Exeo                                       | Exeo                                       |                                            |                                            |                                            |                                            |                                            |                                            |                                            |                                            |                                            |                                            |                                            |
| Mini SUV                                   |                                            |                                            |                                            |                                            |                                            |                                            |                                            |                                            |                                            |                                            |                                            |                                            |                                            |                                            |                                            |                                            |                                            |                                            |                                            |                                            |                                            |                                            |                                            |                                            |                                            |                                            |                                            |                                            |                                            |                                            |                                            |                                            |                                            |                                            |                                            |                                            |                                            | Arona                                      | Arona                                      | Arona                                      | Arona                                      | Arona                                      | Arona                                      | Arona                                      | Arona                                      |
| Compacte SUV                               |                                            |                                            |                                            |                                            |                                            |                                            |                                            |                                            |                                            |                                            |                                            |                                            |                                            |                                            |                                            |                                            |                                            |                                            |                                            |                                            |                                            |                                            |                                            |                                            |                                            |                                            |                                            |                                            |                                            |                                            |                                            |                                            |                                            |                                            |                                            |                                            | Ateca                                      | Ateca                                      | Ateca                                      | Ateca                                      | Ateca                                      | Ateca                                      | Ateca                                      | Ateca                                      | Ateca                                      |
| SUV                                        |                                            |                                            |                                            |                                            |                                            |                                            |                                            |                                            |                                            |                                            |                                            |                                            |                                            |                                            |                                            |                                            |                                            |                                            |                                            |                                            |                                            |                                            |                                            |                                            |                                            |                                            |                                            |                                            |                                            |                                            |                                            |                                            |                                            |                                            |                                            |                                            |                                            |                                            |                                            | Tarraco                                    | Tarraco                                    | Tarraco                                    | Tarraco                                    | Tarraco                                    | Tarraco                                    |
| Compacte MPV                               |                                            |                                            |                                            |                                            |                                            |                                            |                                            |                                            |                                            |                                            |                                            |                                            |                                            |                                            |                                            |                                            |                                            |                                            |                                            |                                            |                                            |                                            |                                            |                                            | Altea / Toledo III                         | Altea / Toledo III                         | Altea / Toledo III                         | Altea / Toledo III                         | Altea / Toledo III                         | Altea / Toledo III                         | Altea / Toledo III                         | Altea / Toledo III                         | Altea / Toledo III                         | Altea / Toledo III                         | Altea / Toledo III                         | Altea / Toledo III                         |                                            |                                            |                                            |                                            |                                            |                                            |                                            |                                            |                                            |
| MPV                                        |                                            |                                            |                                            |                                            |                                            |                                            |                                            |                                            |                                            |                                            |                                            |                                            |                                            |                                            |                                            |                                            | Alhambra I                                 | Alhambra I                                 | Alhambra I                                 | Alhambra I                                 | Alhambra I                                 | Alhambra I                                 | Alhambra I                                 | Alhambra I                                 | Alhambra I                                 | Alhambra I                                 | Alhambra I                                 | Alhambra I                                 | Alhambra I                                 | Alhambra I                                 | Alhambra II                                | Alhambra II                                | Alhambra II                                | Alhambra II                                | Alhambra II                                | Alhambra II                                | Alhambra II                                | Alhambra II                                | Alhambra II                                | Alhambra II                                | Alhambra II                                |                                            |                                            |                                            |                                            |
| Bestelwagen                                |                                            |                                            | Trans                                      | Trans                                      | Trans                                      | Trans                                      | Trans                                      | Terra                                      | Terra                                      | Terra                                      | Terra                                      | Terra                                      | Terra                                      | Terra                                      | Terra                                      | Inca                                       | Inca                                       | Inca                                       | Inca                                       | Inca                                       | Inca                                       | Inca                                       | Inca                                       | Inca                                       |                                            |                                            |                                            |                                            |                                            |                                            |                                            |                                            |                                            |                                            |                                            |                                            |                                            |                                            |                                            |                                            |                                            |                                            |                                            |                                            |                                            |
| Eigenaar                                   | INI                                        | INI                                        | INI                                        | INI                                        | INI                                        | INI                                        | INI / Volkswagen AG                        | INI / Volkswagen AG                        | INI / Volkswagen AG                        | INI / Volkswagen AG                        | Volkswagen AG                              | Volkswagen AG                              | Volkswagen AG                              | Volkswagen AG                              | Volkswagen AG                              | Volkswagen AG                              | Volkswagen AG                              | Volkswagen AG                              | Volkswagen AG                              | Volkswagen AG                              | Volkswagen AG                              | Volkswagen AG                              | Volkswagen AG                              | Volkswagen AG                              | Volkswagen AG                              | Volkswagen AG                              | Volkswagen AG                              | Volkswagen AG                              | Volkswagen AG                              | Volkswagen AG                              | Volkswagen AG                              | Volkswagen AG                              | Volkswagen AG                              | Volkswagen AG                              | Volkswagen AG                              | Volkswagen AG                              | Volkswagen AG                              | Volkswagen AG                              | Volkswagen AG                              | Volkswagen AG                              | Volkswagen AG                              | Volkswagen AG                              | Volkswagen AG                              | Volkswagen AG                              | Volkswagen AG                              |

| Type                  | 1950                                  | 1950                                  | 1950                                  | 1950                                  | 1950                                  | 1950                                  | 1950                                  | 1950                                  | 1950                                  | 1950                                  | 1960                                  | 1960                                  | 1960                                  | 1960                                  | 1960                                  | 1960                                  | 1960                                  | 1960                                  | 1960                                  | 1960                                  | 1970                                  | 1970                                  | 1970                                  | 1970                                  | 1970                                  | 1970                                  | 1970                                  | 1970                                  | 1970                                  | 1970                                  |
| Type                  | 0                                     | 1                                     | 2                                     | 3                                     | 4                                     | 5                                     | 6                                     | 7                                     | 8                                     | 9                                     | 0                                     | 1                                     | 2                                     | 3                                     | 4                                     | 5                                     | 6                                     | 7                                     | 8                                     | 9                                     | 0                                     | 1                                     | 2                                     | 3                                     | 4                                     | 5                                     | 6                                     | 7                                     | 8                                     | 9                                     |
| Miniklasse            |                                       |                                       |                                       |                                       |                                       |                                       |                                       | 600                                   | 600                                   | 600                                   | 600                                   | 600                                   | 600                                   | 600                                   | 600                                   | 600                                   | 600                                   | 600                                   | 600                                   | 600                                   | 600                                   | 600                                   | 600                                   | 600                                   | 133                                   | 133                                   | 133                                   | 133                                   | 133                                   | 133                                   |
| Miniklasse            |                                       |                                       |                                       |                                       |                                       |                                       |                                       |                                       |                                       |                                       |                                       |                                       | 800                                   |                                       |                                       |                                       |                                       |                                       |                                       |                                       |                                       |                                       |                                       |                                       |                                       |                                       |                                       |                                       |                                       |                                       |
| Compacte klasse       |                                       |                                       |                                       |                                       |                                       |                                       |                                       |                                       |                                       |                                       |                                       |                                       |                                       |                                       |                                       |                                       |                                       |                                       |                                       |                                       |                                       |                                       | 127                                   | 127                                   | 127                                   | 127                                   | 127                                   | 127                                   | 127                                   | 127                                   |
| Compacte klasse       |                                       |                                       |                                       |                                       |                                       |                                       |                                       |                                       |                                       |                                       |                                       |                                       |                                       |                                       |                                       |                                       | 850                                   | 850                                   | 850                                   | 850                                   | 850                                   | 850                                   | 850                                   | 850                                   | 850                                   | 1200 Sport                            | 1200 Sport                            | 1200 Sport                            | 1200 Sport                            | 1200 Sport                            |
| Compacte middenklasse |                                       |                                       |                                       |                                       |                                       |                                       |                                       |                                       |                                       |                                       |                                       |                                       |                                       |                                       |                                       |                                       |                                       |                                       |                                       |                                       |                                       |                                       |                                       |                                       |                                       |                                       | 128                                   | 128                                   | 128                                   | 128                                   |
| Compacte middenklasse |                                       |                                       |                                       |                                       |                                       |                                       |                                       |                                       |                                       |                                       |                                       |                                       |                                       |                                       |                                       |                                       |                                       |                                       |                                       |                                       |                                       |                                       |                                       |                                       |                                       |                                       |                                       |                                       | Ritmo                                 |                                       |
| Middenklasse          |                                       |                                       |                                       |                                       |                                       |                                       |                                       |                                       |                                       |                                       |                                       |                                       |                                       |                                       |                                       |                                       |                                       |                                       | 124                                   | 124                                   | 124                                   | 124                                   | 124                                   | 124                                   | 124                                   | 124                                   | 124                                   | 124                                   | 124                                   | 124                                   |
| Middenklasse          |                                       |                                       |                                       |                                       |                                       |                                       |                                       |                                       |                                       |                                       |                                       |                                       |                                       |                                       |                                       |                                       |                                       |                                       |                                       | 1430                                  | 1430                                  | 1430                                  | 1430                                  | 1430                                  | 1430                                  | 131                                   | 131                                   | 131                                   | 131                                   | 131                                   |
| Middenklasse          |                                       |                                       |                                       | 1400                                  | 1400                                  | 1400                                  | 1400                                  | 1400                                  | 1400                                  | 1400                                  | 1400                                  | 1400                                  | 1400                                  | 1500                                  | 1500                                  | 1500                                  | 1500                                  | 1500                                  | 1500                                  | 1500                                  | 1500                                  | 1500                                  | 1500                                  | 132                                   | 132                                   | 132                                   | 132                                   | 132                                   | 132                                   | 132                                   |
| Coupé                 |                                       |                                       |                                       |                                       |                                       |                                       |                                       |                                       |                                       |                                       |                                       |                                       |                                       |                                       |                                       |                                       |                                       |                                       |                                       |                                       | 124 Sport                             | 124 Sport                             | 124 Sport                             | 124 Sport                             | 124 Sport                             | 124 Sport                             |                                       |                                       |                                       |                                       |
| Coupé                 |                                       |                                       |                                       |                                       |                                       |                                       |                                       |                                       |                                       |                                       |                                       |                                       |                                       |                                       |                                       |                                       | 850 Coupé                             |                                       |                                       |                                       |                                       |                                       |                                       |                                       |                                       |                                       |                                       |                                       |                                       |                                       |
| Sportwagen            |                                       |                                       |                                       |                                       |                                       |                                       |                                       |                                       |                                       |                                       |                                       |                                       |                                       |                                       |                                       |                                       |                                       |                                       |                                       |                                       | 850 Spider                            | 850 Spider                            | 850 Spider                            |                                       |                                       |                                       |                                       |                                       |                                       |                                       |
| Eigenaar              | INI (Instituto Nacional de Industria) | INI (Instituto Nacional de Industria) | INI (Instituto Nacional de Industria) | INI (Instituto Nacional de Industria) | INI (Instituto Nacional de Industria) | INI (Instituto Nacional de Industria) | INI (Instituto Nacional de Industria) | INI (Instituto Nacional de Industria) | INI (Instituto Nacional de Industria) | INI (Instituto Nacional de Industria) | INI (Instituto Nacional de Industria) | INI (Instituto Nacional de Industria) | INI (Instituto Nacional de Industria) | INI (Instituto Nacional de Industria) | INI (Instituto Nacional de Industria) | INI (Instituto Nacional de Industria) | INI (Instituto Nacional de Industria) | INI (Instituto Nacional de Industria) | INI (Instituto Nacional de Industria) | INI (Instituto Nacional de Industria) | INI (Instituto Nacional de Industria) | INI (Instituto Nacional de Industria) | INI (Instituto Nacional de Industria) | INI (Instituto Nacional de Industria) | INI (Instituto Nacional de Industria) | INI (Instituto Nacional de Industria) | INI (Instituto Nacional de Industria) | INI (Instituto Nacional de Industria) | INI (Instituto Nacional de Industria) | INI (Instituto Nacional de Industria) |

## Trivia
- Door de hoge invoerrechten waren buitenlandse auto's in Spanje duur, zodat men vroeger in Spanje vrijwel geen andere personenauto's zag dan SEATs. In die tijd werd in Spanje de grap verteld dat er twee klassen van weggebruikers waren: de peatones (voetgangers) en de SEATones.